# Conus goajira
Espèce
Conus goajira est une espèce de mollusques gastéropodes marins de la famille des Conidae.
Comme toutes les espèces du genre Conus, ces escargots sont prédateurs et venimeux. Ils sont capables de « piquer » les humains et doivent donc être manipulés avec précaution, voire pas du tout.

## Description
La taille de la coquille atteint 35 mm. La coquille est généralement de couleur orange et présente généralement, mais pas toujours, un motif de rayures blanches (verticales ou horizontales).

## Distribution
Cette espèce marine est présente au large de Cabo la Vela, péninsule de Goajira, Colombie.

## Taxonomie

### Publication originale
L'espèce Conus goajira a été décrite pour la première fois en 1992 par le malacologiste américain Edward James Petuch (d) dans « La Conchiglia »,.

### Synonymes
- Conus (Dauciconus) goajira Petuch, 1992 · appellation alternative
- Dauciconus goajira (Petuch, 1992) · non accepté